# Grenier à sel de Mussy-sur-Seine
Le grenier à sel de Mussy-sur-Seine est un grenier situé à Mussy-sur-Seine, en France.

## Localisation
Le grenier est situé sur la commune de Mussy-sur-Seine, dans le département français de l'Aube.

## Historique
Fondé au XIVe siècle, après la création de la gabelle, remanié au moins en façade à la Renaissance, le grenier à sel de Mussy, qui desservait cinquante paroisses, ouvre par un porche la pittoresque rue des "Juifs" et la maison "maison du Rabbin" ou synagogue, magnifique demeure, elle aussi de la Renaissance.
L'édifice est inscrit au titre des monuments historiques en 1984.